# Kingston (condado de Juneau, Wisconsin)
Kingston es un pueblo ubicado en el condado de Juneau en el estado estadounidense de Wisconsin. En el Censo de 2010 tenía una población de 91 habitantes y una densidad poblacional de 0,62 personas por km².

## Geografía
Kingston se encuentra ubicado en las coordenadas 44°10′46″N 90°14′59″O / 44.17944, -90.24972. Según la Oficina del Censo de los Estados Unidos, Kingston tiene una superficie total de 147.54 km², de la cual 140.76 km² corresponden a tierra firme y (4.59%) 6.78 km² es agua.

## Demografía
Según el censo de 2010, había 91 personas residiendo en Kingston. La densidad de población era de 0,62 hab./km². De los 91 habitantes, Kingston estaba compuesto por el 100% blancos, el 0% eran afroamericanos, el 0% eran amerindios, el 0% eran asiáticos, el 0% eran isleños del Pacífico, el 0% eran de otras razas y el 0% pertenecían a dos o más razas. Del total de la población el 0% eran hispanos o latinos de cualquier raza.